# Metohija

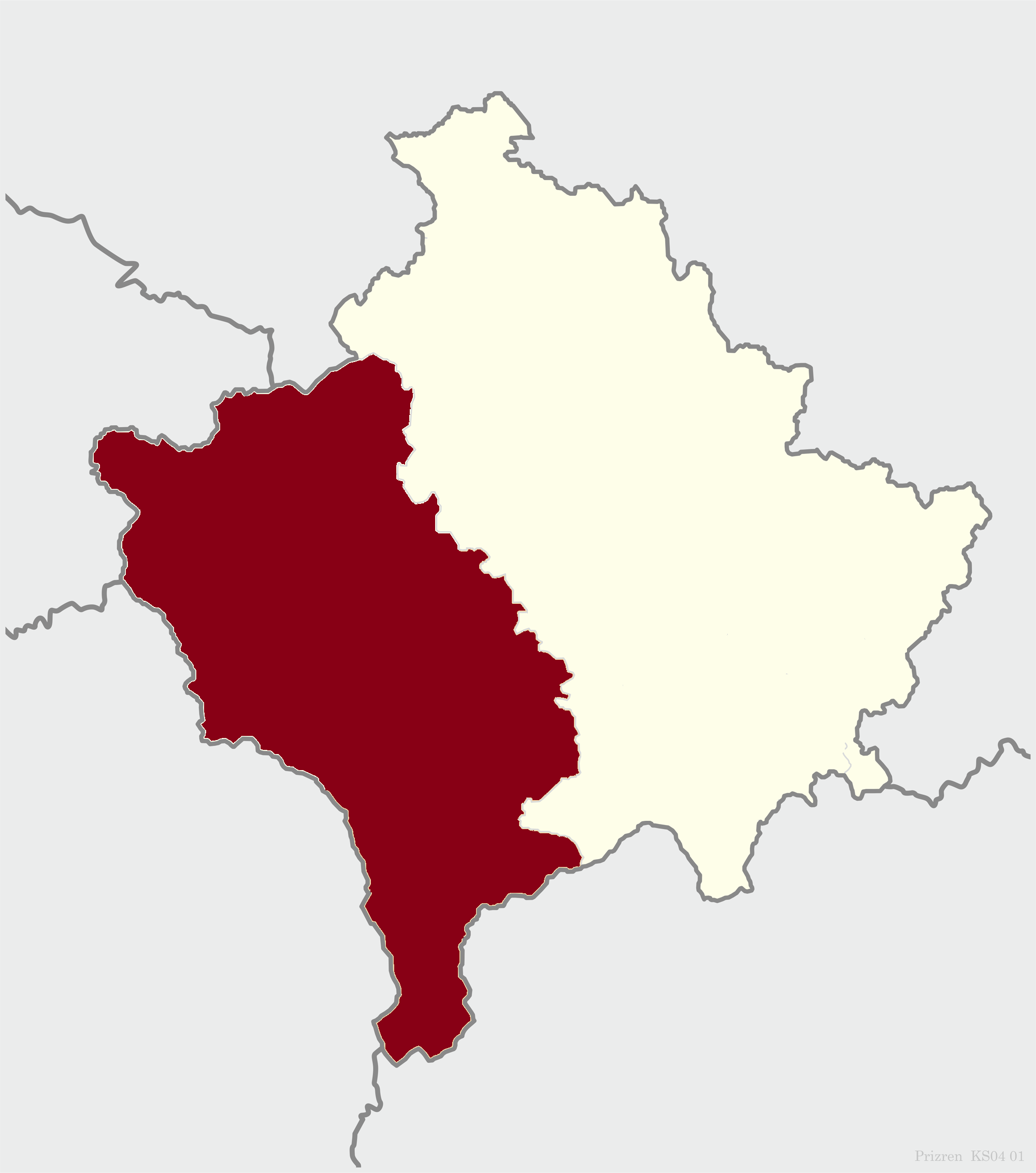
Metohija/Dukagjini i rött.

Metohija (albanska: Rrafshi i Dukagjinit; serbiska: Метохија, Metohija), även stavat Metohia, är en stor sänka och namnet på den västra regionen i Kosovo.

## Namnet
Namnet Metohija är av grekisk/bysantinsk härkomst och betyder "kyrkogods" eftersom området under medeltiden kom att vara Serbiens religiösa centrum och ett stort antal kyrkor och kloster byggdes under Serbiens medeltida kungarike. Än idag är det officiella serbiska namnet på  Kosovo: Kosovo och Metohija. En mycket vanlig förkortad form för att benämna provinsen är Kosmet. På albanska heter sänkan Rrafshi i Dukagjinit, vilket betyder "Dukagjins dal" och härstammar från namnet på den medeltida albanska adelsmannen Leka Dukagjini. Kosovoalbanerna hänvisar endast till namnet Kosovo för området.

## Geografi
Själva sänkan är 23 kilometer som bredast och 60 kilometer lång. Hela regionen är cirka 4500 km². Det sydligaste området av Metohija heter Gora, vilket betyder berg på serbiska. Gora är bebott av en slavisk muslimsk grupp som kallas goraner eller goranci.
De största städerna i Metohija är Prizren, Peja, Gjakova och Istog.
Metohija har medelhavsklimat och mycket rik jord med ett stort antal åar. Man odlar bland annat flera olika sädesslag och vindruvor.

## Kultur
Området har en rik kultur med över 500 kyrkor och kloster. Många dateras långt tillbaka, mellan år 1000 och 1400-talet. Serbiens patriark hade länge sitt säte i Peja men idag är Peja ett ärkebiskopstift i den serbisk-ortodoxa kyrkan. En del kyrkor och kloster är ruiner, varav många har förstörts efter Kosovokriget. Likväl finns det många medeltida borgar som finns i området. Ett av de mest kända serbiska klostren heter Visoki Dečani, vilken är berömd för sin unika ikonsamling. Det finns även ett stort antal moskéer, där de äldsta daterar från den osmanska erövringen på 1400-talet. Från den osmanska tiden finns även många badhus, fontäner och broar bevarade.

## Demografi
Metohija hade cirka 790 000 invånare år 2002. Cirka 90 % var albaner medan resterande del var serber, bosniaker  ( Torbesh ), goraner, romer eller turkar. År 1990 var 9 % serber och 1 % övriga.